# フェデリコ・ザンドメーネギ
フェデリコ・ザンドメーネギ（Federico Zandomeneghi,,1841年6月2日 - 1917年12月31日）はイタリアの印象派の画家である。

## 略歴
当時、オーストリア領であったヴェネツィアで生まれた。祖父のルイージ・ザンドメーネギ (Luigi Zandomeneghi : 1778- 1850)、父親のピエトロ(Pietro Zandomeneghi : 1806- 1886)は彫刻家であった。フェデリコは彫刻よりも絵画を好み、1856年にヴェネツィア美術アカデミーに入学し、ミラノの美術学校でも学んだ。1859年にオーストリア軍の兵士として召集されるのを逃れるためにヴェネツィアから逃亡し、翌年イタリア独立をめざすジュゼッペ・ガリバルディの「千人隊」に加わろうとして収監されたりした。1862年にフィレンツェに移り、フィレンツェには5年間滞在し、フランスの「バルビゾン派」の影響を受けたトスカーナの画家たち、「マッキア派」の画家、テレマコ・シニョリーニやジョヴァンニ・ファットーリ、ジュゼッペ・アッバーティらと付き合い、野外での写生に加わった。
1866年にヴェネツィアに戻った後 、1871年にグリエルモ・チアルディ(Guglielmo Ciardi : 1842-1917)とヅェッツォス(Alessandro Zezzos : 1848- 1914)とともにヴェネツィアで有望な若手画家として画家のモルメンティ(Pompeo Molmenti)に評価された。1872年にローマに旅し代表作の一つを製作した。
1874年にパリに移り、その後は大半をパリで活動した。パリの印象派の画家たちと親しくなり、1879年の第4回印象派展から以降の印象派展に参加した。友人となったドガと同じように、人物画を得意とした。女性を描いた人物画にはメアリー・カサットやピエール＝オーギュスト・ルノワールの作品の影響も見られた。収入を補うために雑誌の挿絵の仕事もしたが、1890年代にパステル画で人気が出て、またアメリカの画商によってアメリカでの人気が高まり、画家としてある程度成功した。

## 作品

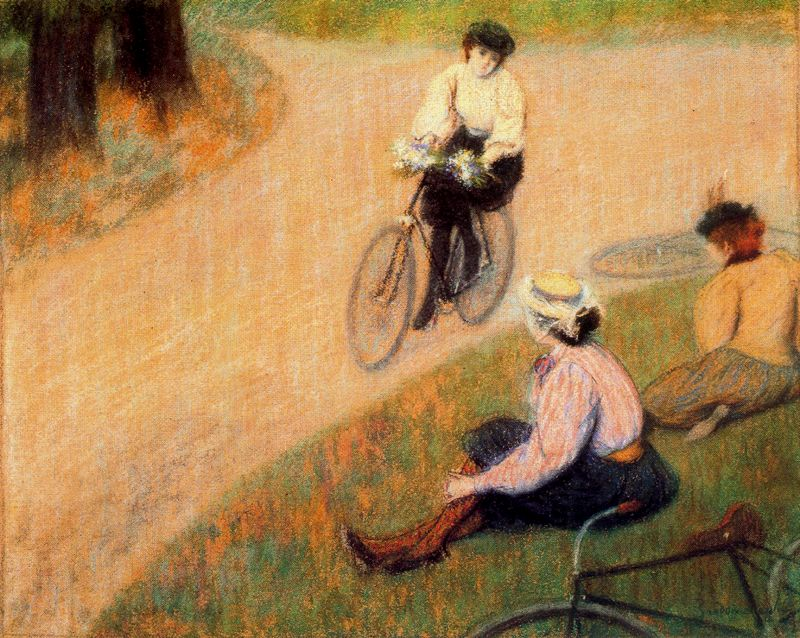
「サイクリング」(1896)
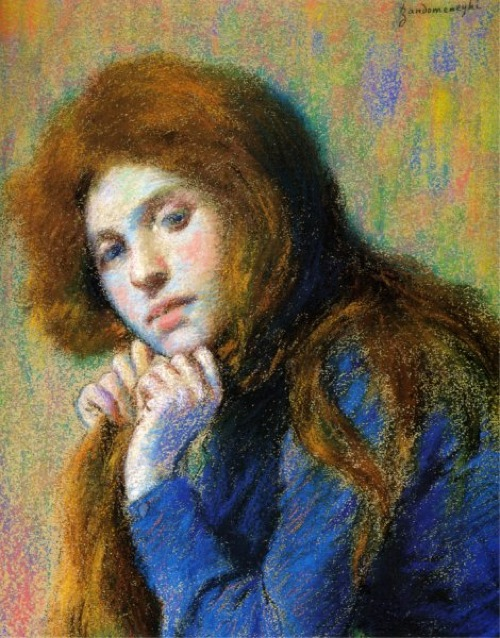
「マティルデ」 (c.1890)
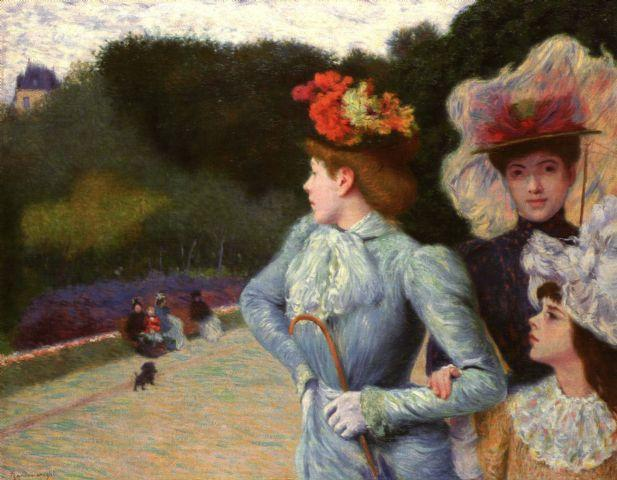
「プロムナード」 (c.1890)
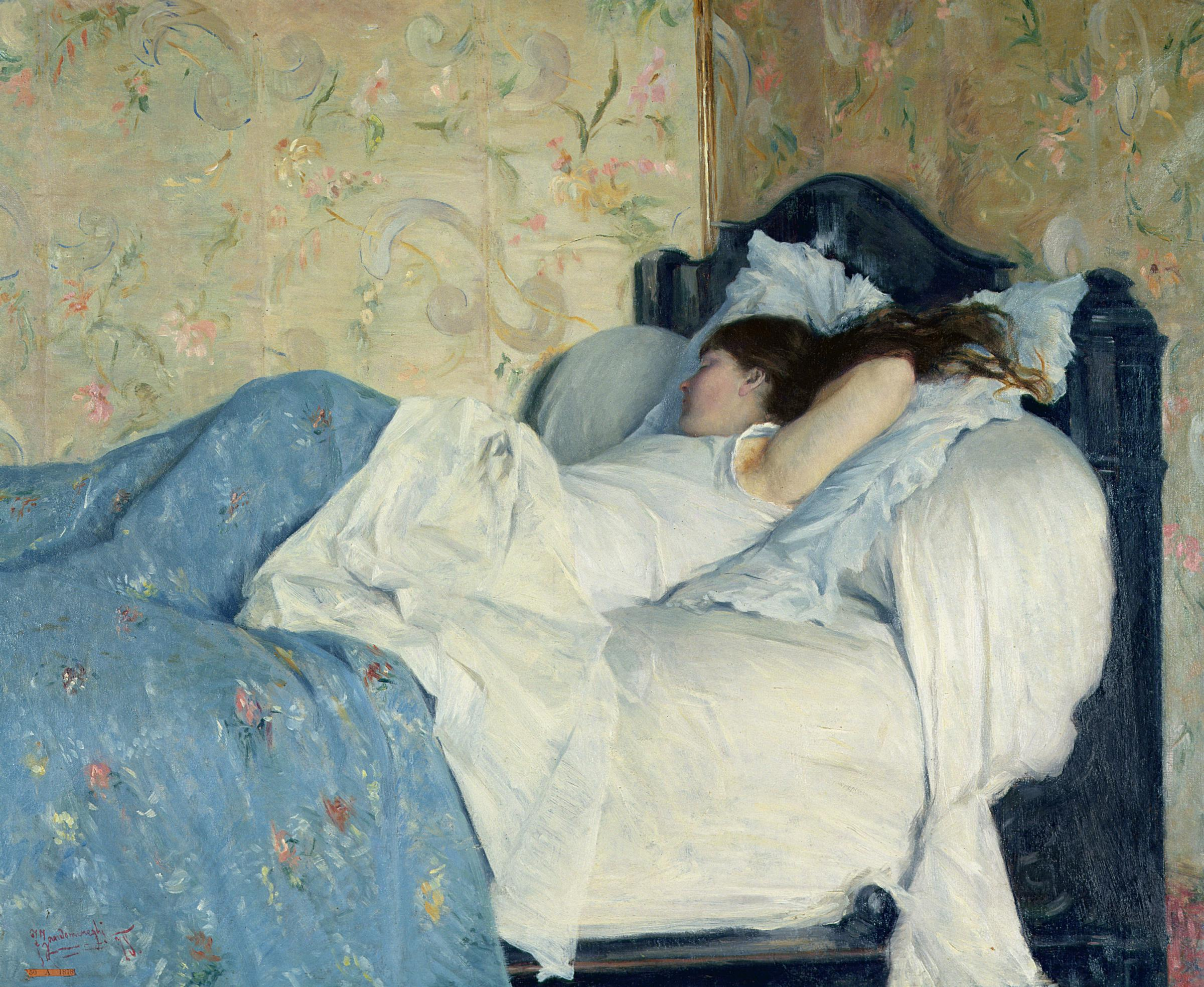
「眠る女」(1878)
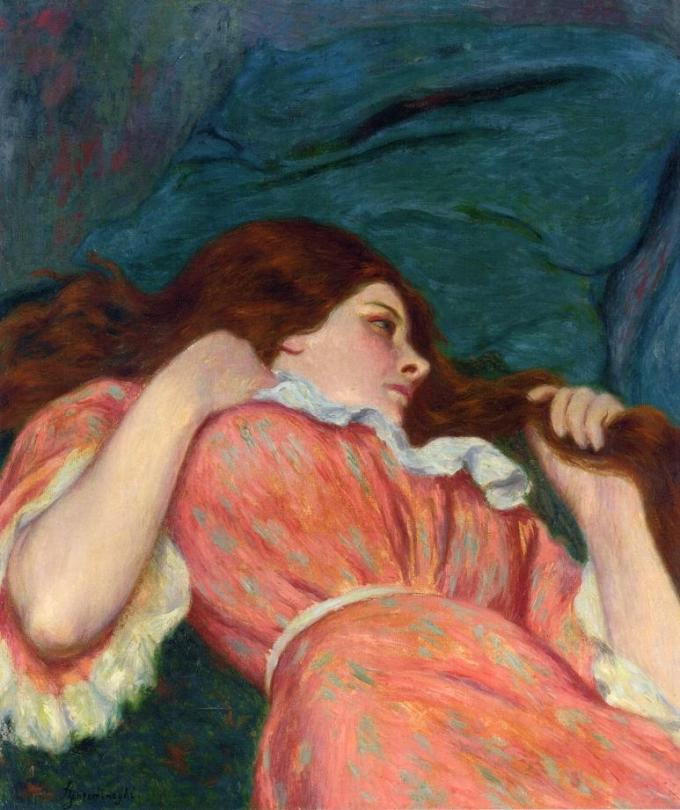
「倦怠」 (c.1890)
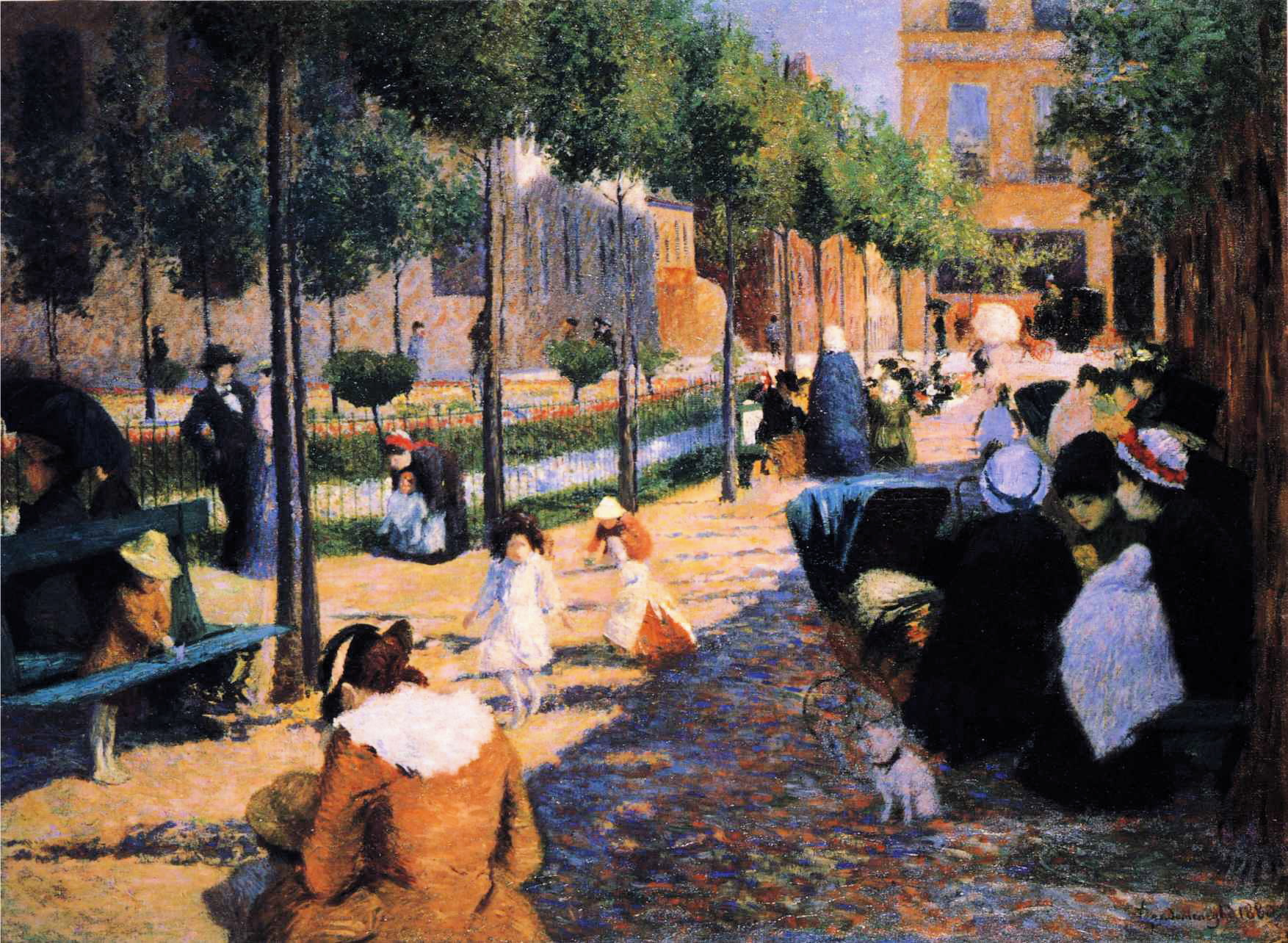
アントワープの広場
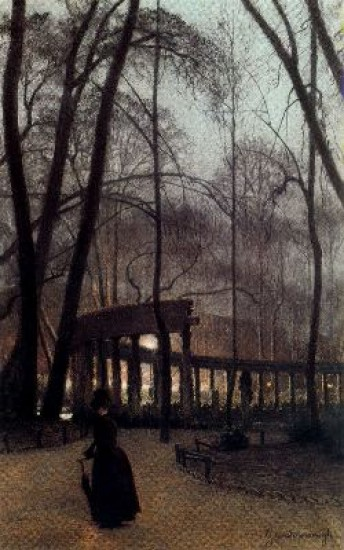
「モンソー公園」
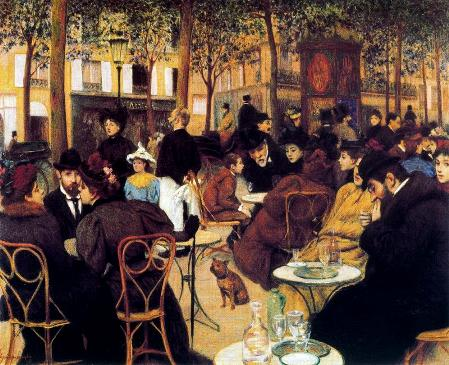
「大通りのテラス」